# Wartkes Tewekeljan
Wartkes Tewekeljan (* 1902; † 1969) war ein sowjetisch-armenischer Schriftsteller.

## Leben
Tewekeljan wurde als Sohn eines Schiffsheizers geboren. Er war als Hirte, Lastträger, Bäcker und Setzer tätig. 28-jährig absolvierte er die Arbeiter-und-Bauern-Fakultät. Es schloss sich ein Studium am Institut der Völker des Ostens in Moskau an. Er arbeitete dann im Süden Russlands und im Kaukasus für staatliche Organe der Sowjetunion und Stellen der KPdSU. Anfang der 1930er Jahre arbeitete er bei der sowjetischen Gesandtschaft im Iran. Von 1937 bis 1952 leitete er eine große Moskauer Textilfabrik.
Im Jahr 1950 veröffentlichte Tewekeljan im Alter von 48 Jahren sein erstes Buch. Es folgten weitere Romane. Sein sechstes Buch Ein Leben in Gefahr unterschrieb er mit Erinnerungen eines Tschekisten. Er verarbeitete hier seine Eindrücke aus seiner Tätigkeit im Kaukasus.
Er wurde auf dem Armenischen Friedhof in Moskau beigesetzt.

## Werke (Auswahl)
- Das Leben beginnt von Neuem. Rütten & Loening, Berlin 1952.
- Ein Leben in Gefahr. Kultur und Fortschritt, Berlin 1965.